# KDEアプリケーション一覧
これは KDE 用に作られたアプリケーションの一覧であり、カテゴリーによって並んでいる。使用しているカテゴリーはほとんど KDE 自体が使っているものと同じである。

## エディタ
- Kate - プログラマのための高度なテキストエディタ
- KEdit - Windows のメモ帳のように、低機能なテキストエディタ
- Kile - LaTeX-テキストエディタ
- KWrite - テキストエディタ

## 教育
- KGeography - 地理の情報を試すアプリケーション
- Kiten - 日本語の学習ツール
- KLAid - PC を使っているときに暗記カードをポップアップする学習ツール
- Konjue - フランス語の動詞を活用させるツール
- KStars - デスクトッププラネタリウム（夜空の正確なグラフィックシミュレーション）

## ゲーム
- KAtomic - パズルゲーム
- KFoulEggs - ぷよぷよゲーム
- Klickety - パズルゲーム
- KMines - マインスイーパゲーム
- Kolf - ゴルフゲーム
- KReversi - オセロ/リバーシゲーム
- KSirtet - テトリスゲーム

## グラフィックス
- DigiKam - デジタル写真管理ソフト
- Gwenview - 画像ビュアー
- KGhostView - PDF/PS ファイルビュアー
- KolourPaint - 小さなペイントソフト（Microsoft Paint に非常によく似ている）
- KPDF - PDF ビュアー
- KPhotoAlbum - デジタル写真と画像管理ソフト
- KPovModeler - POV-Ray シーンを作成するためのモデリングと構成プログラム
- Krita - ペイントソフト
- KSnapshot - スクリーンショットツール
- KuickShow - 画像ビュアー
- KColorEdit - KDE カラーパレットエディタ
- KView - 画像ビュアー
- Okular - 汎用ドキュメントビュアー
- ShowImg - 画像ビュアー
- KRuler - スクリーン定規

## インターネット
- KGet - ダウンロードマネージャ
- KMail - 電子メールクライアント
- KNetLoad - ネットワーク読み込みグラフビュアー
- KNode - Usenet ニュースリーダー
- Konqueror - ファイルマネージャとウェブブラウザ
- Kopete - インスタントメッセンジャー
- KTorrent - BitTorrentクライアント
- KMldonkey - MLDonkey のグラフィカルフロントエンド
- KMyFirewall - ファイアウォール設定フロントエンド
- KFTPGrabber - グラフィカル FTP クライアント
- Akregator - RSSフィードリーダ
- KNetAttach - ネットワークフォルダの追加を行うウィザード
- KPPP - ダイヤラー
- Konversation - IRC クライアント
- KSirc - IRC クライアント
- Rekonq - ウェブブラウザ

## マルチメディア
- Amarok - 以前は amaroK として知られていた、多くの統合された機能を持つオーディオプレーヤーと音楽管理ソフト
- ARts Builder - カスタムのミキサーやシンセサイザーなどを構築するアプリケーション
- Dragon Player - 以前は Codeine として知られていた、使い易さに焦点を当てたシンプルなマルチメディアプレーヤ
- JuK - ジュークボックスと音楽管理ソフト
- K3b - CD と DVD を焼くためのアプリケーション
- Kaffeine - マルチメディアプレーヤ
- KAudioCreator - CD のリッピングとエンコーディング
- KDEnlive - ビデオ編集ソフト
- kdetv - TV ビュアー
- KMid - MIDI とカラオケファイル (*.kar) プレーヤ [1]
- KMPlayer - Konqueror のビデオプレーヤプラグイン
- KPlayer - マルチメディアプレーヤとライブラリ
- K9copy - DVD Shrink に似た DVDオーサリングプログラム
- KSubtile - 字幕編集ソフト
- Noatun - マルチメディアプレーヤ
- Rosegarden - デジタルオーディオワークステーション
- ManDVD - DVD-Videoの作成アプリケーション
- KMix - サウンドミキサー

## オフィス
- Kexi - データを管理するための統合環境
- Kile - 統合 LaTeX 環境
- KPresenter - プレゼンテーションソフト
- KSpread - 表計算ソフト
- KWord - ワープロソフト
- TaskJuggler - 強力なプロジェクト管理ツール
- KPlato - 強力なプロジェクト管理ツール
- KDissert - 汎用のドキュメント作成を助けるマインドマップ似のアプリケーション
- KNoda - データを管理するための統合環境

## 個人情報マネージャ
- KMyMoney - 個人ファイナンスマネージャ
- Kontact - 個人情報マネージャとグループウェア
- KOrganizer - カレンダーとスケジュール管理
- KMobileTools - 携帯管理ソフト
- KAlarm - アラームスケジューラ
- KAddressBook - 住所録アプリケーション

## ソフトウェア開発
- KDESvn - グラフィカル Subversion クライアント
- KDevelop - 複数のプログラミング言語に対応した統合開発環境
- Quanta Plus – XML と HTML のエディタ
- Cervisia –  CVS のグラフィカルユーザインターフェイス
- KBabel – PO ファイルエディタ
- KBugbuster – KDE バグトラッキングシステム
- Kompare – diff のグラフィカルユーザインターフェイス
- Umbrello – UML ダイアグラムツール

## システム
- KDE コントロールセンター - システム設定ツール
- KDE システムガード - 強化されたタスクマネージャとシステムモニター
- KDM - ログインマネージャ
- KInfoCenter - コンピュータについての情報
- KlamAV - KDE 用の ClamAV アンチウイルスソフト
- Konsole - 端末エミュレータ
- Yakuake - Quake スタイルの端末エミュレータ
- KWallet - 安全なパスワードマネージャ
- Filelight - どれくらいディスクスペースが使われているのかを同心円グラフの組で表示する。
- KDirStat - グラフィカルディスク使用量ユーティリティ

## アクセサリ
- SuperKaramba - デスクトップアプレットプログラム
- KTeaTime - 紅茶入れタイマー
- KWorldClock - 地球の任意の場所の時間を表示する
- AMOR - Amusing Misuse Of Resources. デスクトップ上の生き物
- Kodo - どれだけマウスを動かしたのかを測定する。

## ユーティリティ
- Ark - アーカイバソフトウェア
- Dolphin - ファイルマネージャ
- BasKet Note Pads - 高度な多目的メモアプリケーション
- KCalc - 電卓
- KCharSelect - 文字ツール
- KDiskFree - ディスク空間情報
- KHexEdit - バイナリエディタ
- Kooka - スキャナユーティリティ
- KRename - ファイル名を一括変更する
- Krusader - 二つのパネルのファイルマネージャ
- Ktnef - Microsoft Outlook によって作成された "winmail.dat" 添付ファイルを開くためのユーティリティ
- K3b - CD と DVD を焼くアプリケーション
- KBarcode - バーコードとラベルを印刷するツール
- KJots - メモをとるシンプルなツール
- KGpg - GnuPG のグラフィカルフロントエンド
- KXML Editor - XML エディタ
- KDict - DICT プロトコルの高度なグラフィカルクライアント
- KNetStats - ネットワークデバイスモニター
- KLogWatch - ネットフィルタログファイルモニター
- Knmap - nmap の KDE フロントエンド
- Smb4k - SMB/CIFS 共有ブラウザ
- KNotes - 付箋アプリケーション
- Klipper - カット&ペースト履歴ユーティリティ

## 参照
1. ↑  KMid @ freshmeat.net